# Scandinavian Star (TV-serie)
Scandinavian Star är en dokumentärserie som hade premiär på TV4 och C More den 2 april 2020. Serien är en samproduktion mellan danska DR, norska NRK och TV4. Det första avsnittet (av sex) visades i Norge och Danmark den 8 mars 2020 och där fick den bra recensioner.

## Handling
Serien handlar om en av Skandinaviens största olösta mordgåtor, nämligen de anlagda bränderna på M/S Scandinavian Star som ägde rum natten till den 7 april 1990. Sammanlagt var det 159 passagerare, huvudsakligen norska och danska medborgare, som miste livet i branden. Serien skildrar såväl bränderna som händelserna därefter där man aldrig kunnat säkerställa vem eller vilka som låg bakom bränderna.

## Prisad
Sommaren 2020 vann serien norska tv-priset Gullruten för Årets dokumentär 2020 och dokumentärserien nominerades också till Cavlingpriset i januari 2021.